# Геоглиф
Геоглифът е голям дизайн или мотив (обикновено по-дълъг от 4 метра), създаден на земята от устойчиви елементи на ландшафта като камъни, каменни фрагменти, чакъл или пръст. Положителният геоглиф се образува чрез подреждането и подравняването на материали на земята по начин, подобен на петроформите, докато отрицателният геоглиф се формира чрез премахване на част от естествената земна повърхност, за да се създаде различно оцветена или текстурирана земя по начин, подобен на петроглифите.
Геоглифите обикновено са вид земно изкуство, а понякога и скално изкуство. Фигура на хълм, създадена на склон, може да се види от голямо разстояние.

## Геоглифи в България
Между Драгоман и Сливница, до паметника на капитан Марин Янакиев Маринов на връх Мека Црев, част от рида Три уши, се намира надпис от камък „1885 – 2022 Съединението на България“ (преди „1885 – 1985 СЪЕДИНЕНИЕ НА БЪЛГАРИЯ“) с орден „За храброст“ от лявата му страна. Годината (2022) вместо 1985 бива актуализирана. Координати на ордена: 42.901030, 22.993061 Координати на надписа: 42.900002, 23.001174
Геоглифите не включват изображения, които са плод на въображението. Психологичното явление парейдолия е причина хората да оприличават естествени образувания като антропоморфни или други познати им. Пример за това са каменните гъби край с. Бели пласт, каменната сватба край с. Зимзелен и др.

## Геоглифи по света
| Държава           | Геоглиф                              |
| ----------------- | ------------------------------------ |
| Израел            | Геоглифи на Har Karkom               |
| Англия            | Uffington White Horse                |
| Англия            | Westbury White Horse                 |
| Англия            | Cerne Abbas Giant                    |
| Англия            | Long Man of Wilmington               |
| Англия            | Pewsey White Horse                   |
| Англия            | Litlington White Horse               |
| САЩ               | Gila River Valley                    |
| САЩ               | Great Serpent Mound                  |
| САЩ               | Блайтски инталии                     |
| Перу              | Знаци в Наска                        |
| Перу              | Paracas Candelabra                   |
| Бразилия          | Acre Geoglyphs                       |
| Чили              | Atacama Giant                        |
| Боливия           | Sajama Lines                         |
| Австралия         | Marree Man                           |
| Австралия         | Readymix logo geoglyph               |
| Австралия         | Bunjil Geoglyph                      |
| Индия             | Great Indian Desert Lines, Раджастан |
| Северна Македония | Kanda Geoglyph                       |
| Русия             | Russian geoglyph, в планината Урал   |

## Галерия
- Геоглифи върху обезлесена земя в тропическите гори на Амазонка
- Знаци в Наска в Перу. Изображение на колибри
- Геоглиф Бунджил в Ю Янгс, Лара, Австралия, от Андрю Роджърс. Създанието е изградено с 1500 т скала и има размах на крилете от 100 метра.
- Портрет на Чингис Хан, рисуван върху разчистени площи на планината Богд Хан в Монголия през 2006 г.
- Белият кон Литлингтън в село Литлингтън, Югозападна Англия